# Удачи, веселитесь, не умирайте
«Удачи, веселитесь, не умирайте» (англ. Good Luck, Have Fun, Don't Die) — предстоящий научно-фантастический боевик режиссёра Гора Вербински по сценарию Мэттью Робинсона. Главную роль исполнит Сэм Рокуэлл.

## Сюжет
Человек из будущего путешествует в прошлое и вербует посетителей закусочной в Лос-Анджелесе, куда он прибыл, чтобы те помогли ему в борьбе с вышедшим из-под контроля искусственным интеллектом.

## В ролях
- Сэм Рокуэлл
- Хейли Лу Ричардсон
- Майкл Пенья
- Зази Биц
- Джуно Темпл

## Производство
О начале работы над фильмом стало известно в феврале 2024 года. Режиссёром фильма станет Гор Вербински, а главные роли исполнят Сэм Рокуэлл, Хейли Лу Ричардсон, Майкл Пенья, Зази Битц и Джуно Темпл.
Основные съёмки начались в апреле 2024 года в Кейптауне.